# Angelcorpse
Angelcorpse var et amerikansk blackened death metal-band dannet efter opløsningen af Pete Helmkamps tidligere band, Order From Chaos. Bandet blev dannet i 1995, gik i opløsning i 1999, blev gendannet i 2006 og opløstes igen i 2009. Dets sangtekster omhandler generelt anti-kristendom og krigsførelse. Bandet har spillet på flere Nordamerika- og Europa-turneer sammen med bands som Immortal, Krisiun, Cianide og Watain. 7. april 2009 offentliggjorde medlemmerne opløsningen af bandet på grund af "musikalske forskelle".

## Medlemmer
- Pete Helmkamp – bas, vokal
- Gene Palubicki – guitar
- Terry "Warhead" – trommer

### Tidligere medlemmer
- Tony Laureano – trommer
- Bill Taylor – guitar
- John Longstreth – trommer
- J.R. Daniels – trommer

## Diskografi

### Studiealbum
- 1996: Hammer of Gods
- 1998: Exterminate
- 1999: The Inexorable
- 2007: Of Lucifer and Lightning

### Splitalbum
- 1999: Winds of Desecration (med Martire)

### Opsamlingsalbum
- 2001: Iron, Blood and Blasphemy

### Livealbum
- 2002: Death Dragons of the Apocalypse

### Demoer
- 1995: Goats to Azazael

### Singler
- 1997: "Nuclear Hell"
- 1997: "Wolflust"

## Fodnoter
1. ↑  "Angelcorpse calls it quits". Arkiveret fra originalen 11. april 2009. Hentet 26. april 2009.

## Eksterne links
- Wikimedia Commons har flere filer relateret til Angel Corpse
- Angelcorpse på Myspace
- Officielle hjemmeside(gamle; se Hentet 28. oktober 2013.)